# Andrea Emo
(Andrea Emo in Quaderni, 27, 1934)
Andrea Emo Capodilista (Battaglia, 14 ottobre 1901 – Roma, 11 dicembre 1983) è stato un filosofo italiano.

## Biografia
Appartenente a una famiglia veneziana di nobili origini, nacque nella villa di famiglia da Angelo Emo Capodilista e da Emilia dei baroni Barracco. Sposò Giuseppina Pignatelli dei principi di Monteroduni, dalla quale ebbe due figlie.
Inizialmente allievo di Giovanni Gentile nel periodo in cui questi insegnava all'Università La Sapienza di Roma, non si laureò mai, tuttavia elaborò una sua personale dottrina che, mai pubblicata, rimase sconosciuta agli specialisti della materia fino a quando le centinaia di suoi quaderni di annotazioni autografe non vennero nel 1986 nelle mani di Massimo Cacciari, il quale riconobbe in essi l'autore di un'importante e originale filosofia.
Di carattere schivo e appartato, ebbe poche ma importanti amicizie, con Alberto Savinio, Ugo Spirito e, soprattutto, con Cristina Campo, la poetessa dalla personalità e dagli interessi affini ai suoi, con la quale intrattenne un rapporto non solo epistolare ma fatto anche di incontri a palazzo Emo e di lunghissime telefonate.

## Pensiero
Emo non volle mai organizzare il suo pensiero in una forma sistematica ma questo non fa certo di lui un filosofo estemporaneo.
Le sue riflessioni sul nihilismo, ad esempio, possono essere considerate un'anticipazione del pensiero di Heidegger.
Almeno fino agli anni trenta, Emo si dichiarò sempre debitore dell'attualismo gentiliano ma partendo da questo giunse a trasformarlo in un pensiero dove l'atto è raffigurazione dell'autonegazione del Nulla che comunque conserva una sua funzione positiva così com'è nella religione cristiana dove il Nulla, la morte ha la funzione di salvezza nella redenzione.
Per Emo, infatti «credere in Dio è credere nel nulla».
Mentre dunque in Nietzsche la vittoria sul Nulla è affidata all'oltreuomo, Emo sa bene che «tutte le forme superiori dello spirito intristiscono e cercano invano di uscire da sé per trovare qualcosa che le salvi».
Un'istanza di salvezza che trova senso in una religione dove «Dio deve espiare la sua universalità, deve distruggere ogni valore e il proprio, sì che lo sparire, il nascondersi di Dio nella sua espiazione non è altro che la nuova creazione, la nuova creazione dei valori; e così il ciclo ricomincia».
Dio «si abolisce col suo stesso realizzarsi».
Un altro punto fondamentale del pensiero religioso di Emo è la figura centrale dell'individuo, della persona contrapposta alle astrazioni della collettività, sia quella esaltata dallo Stato etico gentiliano o quella delle religioni socializzanti.
«L'individuo non può essere un dato; esso può essere solo un soggetto cioè una resurrezione».
L'età moderna è assillata da questo fondamentale problema:«Il problema è questo: di quali fedi si nutre e sussiste il mondo moderno; quale è la fede autentica che lo sostiene nella vita che gli dà la forza dell'attività e la convinzione di partecipare con la sua vita (o la sua azione o il suo essere) alla immortalità, cioè all'assoluto? Ogni uomo ha bisogno dell'assoluto e pertanto il suo problema è questa partecipazione all'assoluto»
Come raggiungerà l'assoluto l'uomo contemporaneo? Quale sarà la sua fede laica? non certo quella collettivistica-sociale che ha fatto uso della violenza e ha fallito ma neppure quella cristiana che ha compresso la libertà di coscienza.
«I cristiani sono nati sotto il segno dello scandalo» ma oggi la Chiesa si è allontanata dalla sua scandalosa azione originaria.
«Perché in ogni fede vi è qualcosa di scandaloso e di vergognoso? Perché vi è qualcosa di vergognoso nella verità e nella vita stessa? Forse l'elemento vergognoso è l'individualità pura attorno a cui verte la fede e che si crea con la sua negazione; l'individualità è sempre nuda e la nudità è scandalosa. I vestiti sono l'uniforme della società. Invano l'uomo (e la donna) credono di distinguersi con le vesti; e credono che la nudità sia uniformità. In realtà le vesti sono il riconoscimento della società, del sociale. Ma le vesti sarebbero nulla se non fossero animate dalla vita di una nudità. La veste è orgogliosa della nudità che essa socializza»
È quindi con la libertà individuale, con la "nudità" individuale, con il rifiuto di ogni "veste" di uniformità ed obbedienza all'autorità di una Chiesa o ad una dottrina collettivizzante, che l'uomo recupera la sua essenza individuale che si fonda sull'amore alta espressione del "singolo".
Nel 2022, la mostra tenuta da Anselm Kiefer in Palazzo Ducale a Venezia utilizzava come titolo la seguente affermazione di Andrea Emo: «Questi scritti, quando verranno bruciati, daranno finalmente un po' di luce».

## Opere
- Il dio negativo. Scritti teoretici 1925-1981, a cura di Massimo Donà e Romano Gasparotti, Marsilio, Venezia, 1989.
- Le voci delle Muse. Scritti sulla religione e sull'arte. 1918-1981, a cura di Massimo Donà e Romano Gasparotti, Marsilio, Venezia, 1992.
- Supremazia e maledizione. Diario filosofico 1973, a cura di Massimo Donà e Romano Gasparotti, Raffaello Cortina Editore, Milano, 1998.
- Lettere a Cristina Campo. 1972-1976, a cura di Giovanna Fozzer, In forma di parole, Bologna, 2001.
- Il monoteismo democratico. Religione, politica e filosofia nei Quaderni del 1953, a cura di Laura Sanò, Mondadori, Milano, 2003.
- Quaderni di metafisica. 1927-1981, a cura di Massimo Donà e Romano Gasparotti, pref. di Massimo Cacciari, contributi di Enrico Ghezzi, Giulio Giorello, Laura Sanò, Carlo Sini, Vincenzo Vitiello, Francesco Tomatis e Andrea Tagliapietra. Bompiani, Milano, 2006.
- Aforismi per vivere. Tutte le parole non dette si ricordano di noi, a cura di Raffaella Toffolo, Mimesis, Milano, 2007.
- La voce incomparabile del silenzio (dai taccuini), a cura di Massimo Donà e Raffaella Toffolo, con postfazioni di Massimo Cacciari, Giulio Giorello, Massimo Donà e Raffaella Toffolo. Gallucci, Roma, 2013.
- Verso la notte e le sue ignote costellazioni. Scritti sulla politica e la storia, a cura di Massimo Donà, Raffaella Toffolo, Gallucci, Roma, 2014.
- In principio era l'immagine, a cura di Massimo Donà, Romano Gasparotti, Raffaella Toffolo, Bompiani, Milano, 2019.